# Bâ Mamadou
Pour les articles homonymes, voir Ba (nom de famille).
Bâ Mamadou ou Mamadou Boye Bah, né le 1er avril 1930 à Boké et mort le 26 mai 2009 à Villejuif en France, est un homme politique guinéen.

## Biographie
Bâ Mamadou né en 1930 à Boké, est un économiste financier de formation, étudiant du lycée Faidherbe de Saint-Louis au Sénégal puis l’université de Reims en France. 
Il avait commencé sa carrière à la Banque centrale de Guinée, cependant, en 1969, il est arrêté pour avoir prétendument conspiré contre le président Sékou Touré et est envoyé en exil.
Bâ Mamadou a travaillé à la Banque mondiale en 1970 à Washington D.C, ainsi qu’en Côte d’Ivoire, avant de rentrer en Guinée après la mort de Sékou Touré en 1984 et le coup d’État du général Lansana Conté. Après l'instauration du pluralisme, il forme l'Union pour la nouvelle République et devient actif dans l'opposition au gouvernement de Lansana Conté, il a participé à l'élection présidentielle de 1993 et finit deuxième avec 13 % et à celle de 1998 où il finit aussi deuxième avec 24 %. Il a participé aux élections législatives guinéennes de 1995 où son parti remporte neuf sièges à l'assemblée nationale.
Avec Siradiou Diallo, ils partagent tous deux une méfiance à l'égard du gouvernement du général Conté. En 2001, à l'approche du référendum constitutionnel, Bah forme un parti de coalition, le mouvement contre le référendum et pour une alternative politique (MOMAD), et demande le boycott des élections, car il estime que le processus est entaché de corruption, et fait appel à l'aide d'autres nations.
En 2002, son parti ne partageant pas la proposition de boycotter les élections législatives, il quitte l'UNR et rejoint l'Union des Forces Démocratiques de Guinée,, lors du congrès du 18 octobre 2002, Bâ Mamadou est nommé président de l’UFDG jusqu'en 2007, avant d'être remplacé par Cellou Dalein Diallo.
En 2007, il est fait président d’honneur de l’Union des forces démocratiques de Guinée (UFDG), dirigée par Cellou Dalein Diallo.

## Détention
Bâ Mamadou s'était opposé ouvertement à Lansana Conté, à l'annonce de la récupération de Kaporo rails, il a appelé les habitants à se rebeller contre l'autorité de l’État. Pour cela, il a été condamné le 29 mars 1998 à une peine de trois ans de prison ferme à la Maison centrale de Conakry.

## Mort
Bâ Mamadou est décédé dans la nuit de lundi 25 à mardi 26 mai 2009 des suites d’un cancer à l’hôpital Paul Brousse à Villejuif.
Un dernier hommage lui a été rendu au Palais du peuple de Conakry, présidé par Jeanne Saba, épouse du président Dadis Camara. Et l'inhumation a eu lieu à Dinguiraye,. 

## Prix et reconnaissance
- 2009 : médaille de l’ordre national du mérite de la République de Guinée.

## Vie privée
Bâ Mamadou était marié et père de deux filles.